# Pietro Cocchi
Pietro Cocchi (Pontremoli, 17 gennaio 1826 – Firenze, 3 dicembre 1846) è stato un pittore italiano.

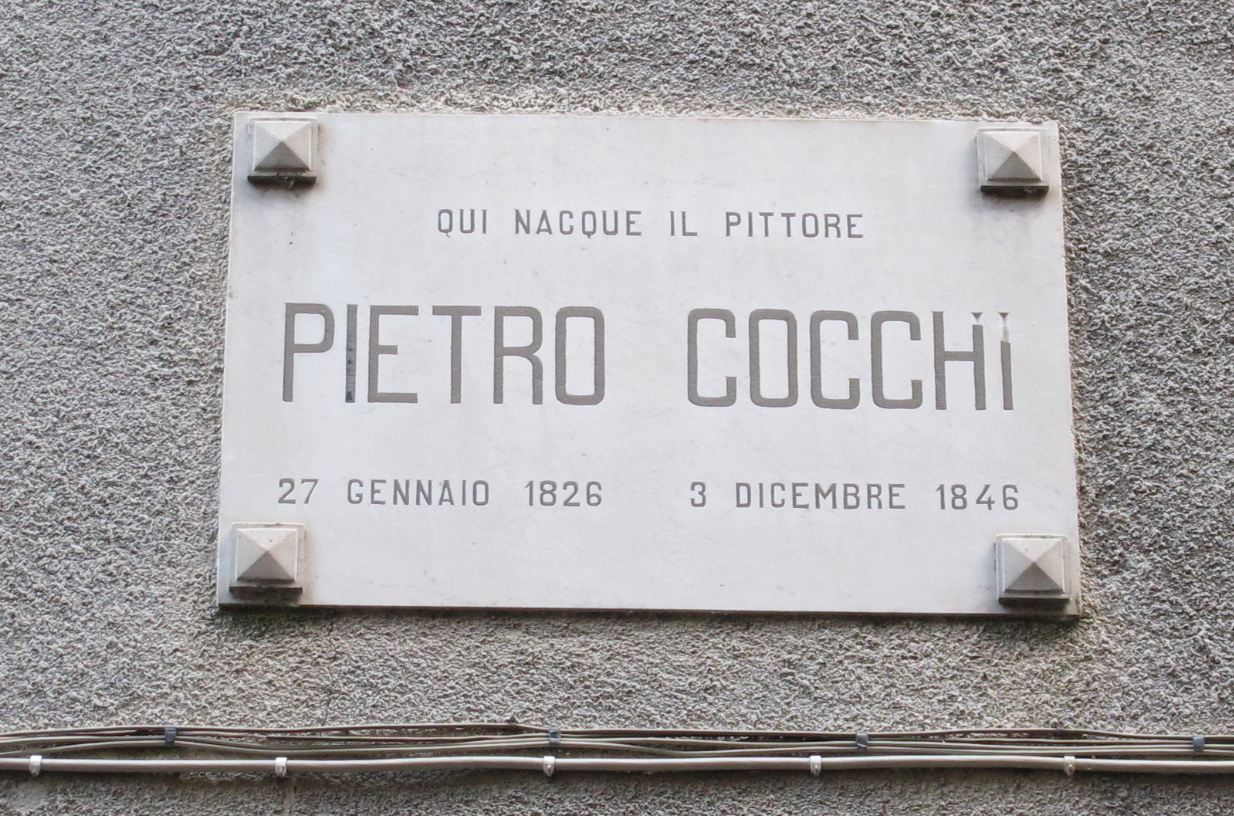
Targa sulla casa natale di Pontremoli

Fin dalla più tenera età, destò stupore nei suoi concittadini e fu più volte sovvenzionato e protetto da personaggi importanti, come Alessandro Malaspina.
Grazie a queste sovvenzioni il giovane Cocchi poté frequentare l'Accademia delle Belle Arti di Firenze ed essere allievo del pittore Giuseppe Bezzuoli.
Tra le sue opere ricordiamo i ritratti del nobile pontremolese Antonio Ricci (1772-1846) e di sua moglie, Luisa Mozzoni, del 1844.
Cocchi morì di tisi il 3 dicembre 1846, a soli vent'anni.